# Фёдоровка (Медынский район)
Фёдоровка — деревня в Медынском районе Калужской области России. Входит в состав сельского поселения «Село Кременское».

## География
Деревня находится на расстоянии 11 км (по прямой) к северо-востоку от города Медынь, административного центра района.

## Население
| 2002 | 2010 |
| ---- | ---- |
| 29   | ↘22  |

## Известные уроженцы
- Меренков, Пётр Иванович (1914—1985) — советский военнослужащий, старшина, Герой Советского Союза.